# Bokacze (obwód miński)
Bokacze (biał. Бакачы; ros. Бокачи) – wieś na Białorusi, w obwodzie mińskim, w rejonie wołożyńskim, w sielsowiecie Raków.

## Historia
W czasach zaborów wieś w gminie Raków, w powiecie mińskim, w guberni mińskiej Imperium Rosyjskiego. W 1870 roku należała do dóbr Krzywicze, własność Górskich
W latach 1921–1945 wieś i folwark leżały w Polsce, w województwie wileńskim, w powiecie stołpeckim, a od 1927 w powiecie mołodeckim, w gminie Raków.
Według Powszechnego Spisu Ludności z 1921 roku wieś zamieszkiwało 115 osób, 27 było wyznania rzymskokatolickiego a 88 prawosławnego. Jednocześnie 5 mieszkańców zadeklarowało polską a 110 białoruską przynależność narodową. Było tu 17 budynków mieszkalnych. Folwark zamieszkiwały 22 osoby, 19 było wyznania rzymskokatolickiego a 3 prawosławnego. Jednocześnie 19 mieszkańców zadeklarowało polską a 3 białoruską przynależność narodową. Były tu 4 budynki mieszkalne.
W 1931 wykazano jedynie wieś. W 21 domach zamieszkiwało 115 osób.
Wierni należeli do parafii rzymskokatolickiej w Rakowie i prawosławnej w Krzywiczach. Miejscowość podlegała pod Sąd Grodzki w Rakowie i Okręgowy w Wilnie; właściwy urząd pocztowy mieścił się w Rakowie.